# Mongolie aux Jeux olympiques d'hiver de 1994
La Mongolie participe en 1994 à ses huitièmes Jeux olympiques d'hiver, qui ont eu lieu à Lillehammer en Norvège. La délégation mongole n'est composée que d'un seul athlète, Batchuluuny Bat-Orgil, qui est aussi le porte-drapeau.

## Athlète engagé

### Patinage de vitesse
| Athlète               | Évènement   | Qualifications | Qualifications | Quarts de finale | Quarts de finale | Demi-finales | Demi-finales | Finale       | Finale |
| Athlète               | Évènement   | Temps          | Rang           | Temps            | Rang             | Temps        | Rang         | Temps        | Rang   |
| --------------------- | ----------- | -------------- | -------------- | ---------------- | ---------------- | ------------ | ------------ | ------------ | ------ |
| Batchuluuny Bat-Orgil | 500 mètres  | 48.63          | 3e             | Non qualifié     | Non qualifié     | Non qualifié | Non qualifié | Non qualifié | 24e    |
| Batchuluuny Bat-Orgil | 1000 mètres | 1:40.41        | 4e             | Non qualifié     | Non qualifié     | Non qualifié | Non qualifié | Non qualifié | 29e    |